# 石川県道122号加賀笠間停車場線
石川県道122号加賀笠間停車場線（いしかわけんどう122ごう かがかさまていしゃじょうせん）は、石川県白山市内を通る一般県道（石川県道）である。

## 路線概要
- 起点：石川県白山市笠間町531番地先（=JR加賀笠間駅前）
- 終点：石川県白山市笠間町515番1地先（=石川県道104号松任美川線交点）
  - 起点から北西に154m進むと終点。

## 歴史
- 1960年（昭和35年）10月15日：路線認定。

## 接続道路
- 石川県道104号松任美川線（白山市笠間町）

## 周辺施設
- IRいしかわ鉄道線 加賀笠間駅
- 松任警察署 笠間駐在所
- JA松任 西南支店
- 笠間公民館
- シーアイタウン笠間（新興住宅地）